# 김국진
김국진(金國鎭, 1965년 2월 6일 ~ )은 대한민국의  희극인, 방송인이다.

## 학력
- 인제남초등학교 졸업 (1978년)
- 반포중학교 졸업 (1981년)
- 인창고등학교 졸업 (1984년)
- 경기대학교 영어영문학과 (85학번)

## 생애
강원도 인제군에서 3남 중 셋째로 출생한 그는 초등학교부터 중학교때까지 축구 선수로 활동하였다. 고등학교 시절 서울로 전학해 경기대학교 영어영문학과에 재학한 그는 영어써클 TIME를 조직해 활동하였다. 1983년 뮤지컬로 첫 데뷔하며 배우 생활을 시작하였고 1986년에는 연극 무대로 진출하였다. 1987년부터 1990년까지 육군 제11사단에서 현역병으로 군복무를 하였으며, 군 복무 도중 문선대에 차출되어 MC로 활동하였다.
군 제대 직후인 1991년, 김국진은 KBS에서 주최한 <제1회 KBS 대학 개그제>에서 동상을 차지하며 7기 개그맨으로 정식 데뷔하였다. 그의 대학개그제 동기로는 유재석, 김용만, 남희석, 박수홍, 김수용, 최승경, 윤기원, 양원경 등이 있다. 1992 KBS 코미디대상에서 신인상을 수상하였고, 동기들과 함께 소위 '감자골' 크루를 결성하여 코미디 프로그램에서 두각을 나타냈다. 그러나 이듬 해인 1993년 1월 김국진은 감자골 크루 멤버들과 함께 MBC로 이적하게 되고, 겹치기 출연 자체를 금기시하던 당시 방송계의 관례로 인하여 큰 홍역을 치뤘다. 김국진은 미국 유학을 결심하고 1993년 2월 MBC 일요일 일요일 밤에를 통해 고별 방송을 갖게 되는데, 방송 녹화 중 3사 코미디언들이 녹화장으로 침입하여 촬영이 중단되는 소동이 벌어지기도 하였다. 이를 소위 '감자골 사태' 라고 부른다. 김국진은 일밤 고별 방송 이후 미국으로 떠났다.
1994년, 1년 유학 끝에 귀국한 김국진은 KBS에 자리를 잡고 활동을 재개했다. 복귀작인 <오키도키 쇼>는 저조한 시청률로 실패를 맞보았지만, 1년도 안되어 MBC로 이적한 후 1995년부터 일요일 일요일 밤에와 《테마게임》등에 출연하며 본격적인 전성기를 맞기 시작했다. 엉뚱하고 둔한 캐릭터로 큰 사랑을 받으며 "여보세요", "사랑해요~", "밤 새지 마란 말이야!", "나 소화 다 됐어요~" "오마이갓" 등의 유행어를 남겼고, 그가 방송이나 CF에서 한 말이 유행어가 된다는 격언이 돌 정도로 인기는 폭발적으로 올라갔다. 1990년대 중후반 최고의 인기를 자랑하는 개그맨으로 불리며 각종 시상식에서 상을 휩쓸었으며, 1996년, 1998년 MBC 코미디대상에서 대상을 수상하였다. 1999년에는 연예인 최초로 자신의 이름을 브랜드 딴 식품 브랜드 '국찐이빵' 이 런칭되었고, 폭발적인 판매고를 기록하면서 당시 IMF 여파로 법정 관리를 받고 있던 삼립식품이 파산 위기를 넘기는데 결정적인 기여를 하기도 했다. 1998년, 광복 50주년을 맞아 선정한 여론조사에서 그는 역대 개그맨 1위를 차지하였으며 20세기 최고의 개그맨으로 선정되기도 하였다.
1999년까지 방송가에서 폭발적인 인기를 누리던 김국진은 돌연 방송에서 전부 하차하고 1년여간 공백기를 가졌다. 2001년 드라마 《내 사랑 반달곰》으로 미니시리즈 주연을 맡으며 방송가에 복귀했고, 2002년에는 시트콤 《연인들》의 주연을 맡으며 인기를 회복했다. 당시 시트콤에서 상대역으로 만난 배우 이윤성과 2002년 10월 17일 명동성당에서 결혼식을 올렸다. 그러나 첫 아이를 유산하고 이 후 성격차이로 인해 결혼생활이 순탄치 않아 결국 2004년 3월 15일 이혼하였다. 그는 2000년대 초반 골프 프로테스트에 도전하였으나 15회 연속 탈락의 고배를 마셨다. 감자골 사태 이후 KBS에서 제명당한 상태였던 김국진은 2003년 말 《일요일은 101%》의 진행을 맡으며 KBS로 복귀하였으나, 저조한 시청률로 인해 고전을 맛보았다.
2005년 김국진은 MBC에서 런칭한 《토요일》의 메인 MC로 캐스팅되며 방송가에 복귀하였고, 2년 뒤인 2007년 《황금어장 라디오스타》의 고정 MC로 합류하면서 슬럼프를 딛고 재기에 성공하였다. 2018년 5월에는 가수 강수지와 결혼하였다.

## 수상 경력
- 1991년 제1회 KBS 대학개그제 동상
- 1992년 KBS 코미디대상 신인상
- 1995년 12월 최고 스타상
- 1995년 MBC 코미디대상 인기상
- 1996년 MC12월 골든 스타상
- 1996년 MBC 코미디대상 대상
- 1997년 제33회 백상예술대상 TV부문 남자코미디언 연기상
- 1997년 제4회 대한민국 연예예술상
- 1997년 MBC 코미디대상 MC부문 특별상
- 1997년 제9회 한국방송프로듀서상 코미디언부문 출연자상
- 1998년 제5회 대한민국 연예예술상
- 1998년 MBC 코미디대상 대상
- 1998년 제25회 한국방송대상 남자코미디언상
- 1998년 KMTV 스타상
- 1999년 제11회 한국방송프로듀서상 진행자부문 출연자상
- 1999년 제35회 백상예술대상 인기상
- 1998년 한국갤럽 설문조사 '건국이래 최고의 인기연예인 1위'
- 1999년 MBC 다큐멘터리 '21세기 대중문화 대장정' 20세기 빛낸 한국 코미디언 1위
- 2001년 MBC 연기대상 특별상 남자연기자 부문
- 2008년 MBC 방송연예대상 인기상
- 2009년 SBS 연예대상 프로듀서 스타상
- 2010년 MBC 방송연예대상 인기상
- 2010년 SBS 연예대상 프로듀서가 뽑은 MC상
- 2011년 MBC 방송연예대상 MC부문 특별상
- 2012년 MBC 방송연예대상 우정상
- 2013년 제16회 푸른미디어상 언어상
- 2014년 MBC 방송연예대상 뮤직-토크쇼 부문 최우수상
- 2015년 SBS 연예대상 베스트커플상
- 2015년 MBC 방송연예대상 PD상
- 2016년 제50회 납세자의 날 국세청장 표창
- 2017년 MBC 방송연예대상 공로상
- 2017년 MBC 방송연예대상 쇼 시트콤 최우수상
- 2020년 MBC 방송연예대상 공로상

## 출연작

### 현재 출연 프로그램
- 《황금어장 라디오스타》 (MBC)
- 《한 번 더 체크타임》(MBN)
- 《골프왕》 (TV조선)

### 방송
- 《생방송 행복드림  로또  6/45》 - 900회

### TV 프로그램
- 《한바탕 웃음으로》 (KBS, 1991~1992)
- 《전원집합 토요대행진》 (KBS, 1994)
- 《퀴즈탐험 신비의 세계》 (KBS, 1994)
- 《오키도키쇼》 (KBS, 1994)
- 《가족오락관》 (KBS, 1995)
- 《토요일 7시가 좋다》 (KBS, 1995)
- 《테마극장》 (MBC, 1994~1995)
- 《테마게임》 (MBC, 1995~1999)
- 《도전 추리 특급》 (MBC, 1995)
- 《코미디 대행진》 (MBC, 1995)
- 《우리들의 일밤 김국진의 한판승부》 (MBC, 1996)
- 《스타다큐》 (MBC, 1997)
- 《우리들의 일밤 김국진의 대단한 대결》 (MBC, 1998)
- 《21세기 위원회》 (MBC, 1998)
- 《칭찬합시다》 (MBC, 1999)
- 《전파견문록》 (MBC, 1999)
- 《MBC 창사 39주년 12인의 생존게임》 (MBC, 2000)
- 《김국진의 여보세요》 (MBC, 2000)
- 《김국진의 파워 골프쇼》 (NTV, 2000)
- 《MBC 창사 40주년 특집 월드컵 앞으로 365일》 (MBC, 2001)
- 《김국진의 힘내라 코리아》 (MBC, 2001)
- 《꿈꾸는 TV 33.3》 (MBC, 2002)
- 《일요일은 101%》 (KBS, 2003)
- 《김국진, 김용만의 코치》 (SBS, 2004)
- 《웃는 Day》 (MBC, 2005)
- 《네버엔딩 쇼를 하라》 (MBC 에브리원, 2007)
- 《돈버는 TV 대박 원정대》 (MBC, 2007)
- 《사이다》 (KBS, 2008)
- 《절친노트》 (SBS, 2008)
- 《명랑 히어로》 (MBC, 2009)
- 《음악여행 라라라》 (MBC, 2009)
- 《해피선데이 - 남자의 자격 - 죽기 전에 해야 할 101가지》 (KBS, 2009)
- 《오 브라더스》 (SBS, 2009)
- 《퀴즈! 육감대결》 (SBS, 2009)
- 《선데이 텐》 (tvN, 2009)
- 《위기탈출 넘버원》 (KBS, 2010)
- 《사생결단 1%》 (E채널, 2011)
- 《스타특강쇼》 (tvN, 2011)
- 《드림프로젝트 당신에게 일어날수 있는 기적》 (SBS, 2011)
- 《신나는 동물이야기쇼 신동쇼》 (KBS, 2011)
- 《심리서바이벌 퀴즈쇼 아레나》 (MBC, 2012)
- 《김국진의 현장박치기》 (JTBC, 2012)
- 《스타베이비시터 날 보러와요》 (KBS, 2013)
- 《웰컴 투 한국어학당 어서오세요》 (MBC, 2013)
- 《혼자 사는 여자》 (채널A, 2014)
- 《나의 결혼 원정기》 (KBS, 2014)
- 《도서관이 살아있다》 (KBS, 2014)
- 《스타 주니어쇼 붕어빵》 (SBS, 2009~2014)
- 《두근두근 감동카메라 미사고》 (채널A, 2015)
- 《재밌는 세상구경 오중주》 (TV조선, 2015)
- 《집밥 백선생 2》 (tvN, 2016)
- 《비밀 독서단 시즌 3》 (O tvN, 2016)
- 《손맛토크쇼 베테랑》 (SBS Plus, 2016)
- 《섹션TV 연예통신》 (MBC, 2012~2017)
- 《대국민 나눔프로젝트 십시일반》 (KBS, 2017)
- 《스페셜 다큐 프로젝트 이것이 야생이다》 (EBS, 2017)
- 《시골빵집》 (TV조선, 2017)
- 《내 이름을 불러줘 한명회》 (JTBC, 2017)
- 《자연스럽게》 (MBN, 2020)
- 《킹스맨: 인류를 구하는 인문학》 (TV조선, 2020)
- 《나 오늘 라베했어》 (MBC 에브리원, 2024)

### 드라마, 시트콤
- 《1961년생》 (MBC)
- 《토끼, 여우를 이기다》 (MBC)
- 《웃음은 아름다워》 (MBC)
- 《남자셋 여자셋》 (MBC) ... (특별출연)
- 《안녕, 프란체스카》(MBC) ... (특별출연)
- 《그대 그리고 나》 (MBC) ... (특별출연)
- 《내 약혼녀 이야기》[베스트극장] (MBC) ... 정호 역
- 《연인들》 (MBC)
- 《반달곰 내 사랑》 (MBC) ... 반달웅 역
- 《달중씨의 신데렐라》 (KBS) ... 봉달중 역
- 《달래네 집》 (KBS)
- 《무기여 잘 있거라》 (KBS)
- 《당신만을 사랑해》[베스트극장] (MBC)
- 《나의 문제적 그녀》[베스트극장] (MBC)
- 《진짜 진짜 좋아해》 (MBC) ... 기형도 역
- 《환상기담》 (MBC 에브리원)
- 《코끼리》 (MBC)
- 《태희 혜교 지현이》 (MBC)
- 《응답하라 1997》 (MBC) - '스타다큐' MC 역 (특별출연)
- 《연금술사》 (MBC Every1)
- 《마이펫연구소》 (Skypetpark)
- 《킹국진의 깨백리그》 (KBS N Sports)

### 영화
- 《코믹  제왕》(2007)
- 《보스 상륙 작전》 (2002) ... (특별출연)
- 《닥터 두리틀》(1999) ... 두리틀 목소리 역
- 《총각 클럽》(1994) ... 국진 역
- 《해룡이와 달자의 추억의 책가방》(1992)

### 라디오 프로그램
- 2015년 EBS FM 《EBS 책 읽는 라디오 낭독 시리즈》
- 1996년 MBC FM 별이 빛나는 밤에 《공개방송》

### CF
- 해태제과식품 포케팩 (1996)
- 종근당 속청 (1996)
- 휴온스 니조랄 (1996)
- KT 시티폰 (1997)
- CJ제일제당 백설냉동식품 (1997)
- 거평프레야 (1997)
- 무학 화이트소주 (1997)
- 종근당 속청 후속 (1997)
- 롯데네슬레코리아 네슬레 쎄레락 내레이터 김국진 (1997)
- 현대컴퓨터 멀티캡 도둑편 《송혜교와 함께》 (1997)
- 현대컴퓨터 멀티캡 산타편 《송혜교와 함께》 (1997)
- 현대컴퓨터 멀티캡 흡혈귀편 《송혜교와 함께》 (1997)
- SK텔레콤 파워디지털017 지하철편 《이창명과 함께》 (1998)
- SK텔레콤 파워디지털017 비행기편 《이창명과 함께》 (1998)
- SK텔레콤 파워디지털017 마라도편 《이창명과 함께》 (1998)
- SK텔레콤 파워디지털017 상어뱃속편 《김효진과 함께》 (1998)
- SK텔레콤 파워디지털017 큐피드편 (1998)
- SK텔레콤 파워디지털017 산타편 (1998)
- 쌍방울 예나지나(fast.故 감수미) (1998)
- 경기대학교 (1998)
- 웅진씽크빅 《웅진학습백과사전》 (1998)
- 농심 포테토칩 《허영란과 함께》 (1998)
- LX하우시스 우드룸 깔끄미 (1998)
- CJ제일제당 콤비세트(결혼식 주례 겸 내레이션)(1998)
- LX하우시스 깔끄미 우드룸 《김용만과 함께》 (1999)
- LX하우시스 깔끄미 황토방 《김용만과 함께》 (1999)
- 현대자동차 현대 아토스 (1998)
- 롯데리아 불고기버거편 (1998)
- 롯데리아 BB버거편 (1999)
- 롯데리아 치킨텐더편 (1998)
- CJ제일제당 하선정액체육젓 (1999)
- 팔도 맵시면 (1999)
- 현대아파트 《Fast,MBC 21세기위원회&칭찬합시다 팀》 (1999)
- 한국전화번호부 전화번호부 《김용만과 함께》 (1999)
- 남양유업 아인슈타인 베이비 (1999)
- LG생활건강 덴타가글 《이경규와 함께》 (1999)
- 빙그레 국찐이바 (1999)
- 송방 테크마트 (1999)
- 대교 눈높이교육 감자골 4인방과 함께》 (1999)
- 손해보험협회 (1999)
- 웅진식품 아침햇살 (1999)
- SPC삼립 국진이빵 (1999)
- SPC삼립 국진이호빵 (1999)
- 교차로 생활정보지 (2001)
- 일화 천연사이다 (2001)
- 연세우유 세요요구르트 (2001)
- KT 인터넷전화 《라디오스타팀과 함께》 (2009)
- 상호저축은행중앙회 (2009)
- 삼성증권 《남자의 자격팀과 함께》 (2010)
- 명문제약 파워텐 (2010)
- 식품의약품안전처 해썹 (2010)
- 대두식품 국진이 붕어빵 (2013)
- 롯데리아 착한점심 (2015)
- 동화약품 화이투벤 (2015)
- 청개구리투자클럽 (2017)
- 동국제약 센시아 (2018)
- 비상투자그룹 (2021)
- 갤럭시투자그룹 (2021)
- 엔픽플 홀인원 회원권 (2022)
- 오케이골프 멤버십 (2022)

### 유아 비디오
- 《김국진 우희진의 신나는 영어놀이》 (SBS 프로덕션, 1998)

뮤직 비디오
- 이문세 '솔로예찬' M/V 카메오 출연
- 가수 젠티의 'Hello! Mr. 사오정' M/V 카메오 출연
- 박경림 '착각의 늪'
- 쿨 '이 여름 Summer'

## 기타 활동

### 음반
- X-mas 우리들의 겨울 _감자골4인방 (1992)
- 국진이랑 쎄쎄쎄랑 X-MAS DANCE REMIX (1996)
- 김국진의 캐롤 믹스 (1997)
- 김국진의 헬로 산타 (1998)
- PC게임 국찐이 공룡나라 대모험 (1999)

### 저서(수필)
- 《오키토키 쇼》 (1996)
- 《테마게임》 (1997)
- 《프로는 용서받지 못한다》 (1998)
- 《영어, 회화의 영어》 (2018)

### 홍보대사
- 유니세프 홍보대사 (1998)
- 아시아나항공 1일 명예지점장 (1998)
- 2002년 월드컵 문화시민 예술단원 (1999)
- 사랑의 장기기증 홍보대사 (2001)
- 생명31운동본부 홍보대사 (2003)
- 서울대어린이병원후원회 블루캠페인 홍보대사 (2007)
- 마포세무서 일일명예민원봉사실장 (2009)
- 제29회 전국연극제 홍보대사 (2011)
- 경기대학교 K-STAR 홍보대사 (2020)